# Майомбо, Ноэми
 Ноэми Майомбо  (фр. Noémie Mayombo; род. 10 февраля 1991, Оттиньи, Оттиньи-Лувен-ла-Нёв, район Нивель, Валлонский Брабант, Валлония, Бельгия) — бельгийская баскетболистка, выступающая в амплуа разыгрывающего защитника. Игрок национальной сборной Бельгии по баскетболу.

## Биография
Майомбо Ноэми стала заниматься баскетболом в Англёре, затем перешла в молодёжную команду «Фемина» из Льежа. В этот период она получает приглашение в кадетскую сборную Бельгии на чемпионат Европы в Словакию. В 2007 году, в возрасте 16 лет, она участвует в молодёжном первенстве мира (до 21 года), где помогает команде занять 5-е место.
После окончания учёбы в школе Ноэми уезжает играть в Швейцарию. Там она провела два сезона, в которых её команды проигрывали финал национального чемпионата. В 2010 году Майомбо возвращается на родину и подписывает контракт с «Пойнт Шу» из Спримона, в котором играет вместе со своей младшей сестрой Эммануэлой. В течение трёх сезонов баскетболистка неизменно становилась лучшим бомбардиром команды: 2011 — 14,8 очков в среднем за игру, 2012 — 18,0 (3-й показатель в чемпионате Бельгии), 2013 — 20,2 (2-й показатель). К тому же, три сезона подряд, она включалась во вторую «символическую пятёрку» национального первенства.
3 июня 2011 года состоялся дебют Майомбо в сборной Бельгии, в матче против сборной Германии, в рамках отборочного турнира к чемпионату Европы — 2011, Ноэми набрала 11 очков.
Несмотря на свои личные достижения команда «Пойнт Шу» была стабильным середняком и выше 5-го места не занимала. В интервью интернет-изданию «basketfeminin.com» баскетболистка призналась, что после окончания обучения в университете она либо закончит выступления, либо куда-нибудь уедет играть, так как уровень женского чемпионата Бельгии не соответствует её амбициям.
Летом 2013 года Ноэми Майомбо пригласили в Россию выступать за новосибирское «Динамо-ГУВД». Главный тренер сибирячек Борис Соколовский о баскетболистке:

…Ноэми Майомбо — основная разыгрывающая бельгийской сборной. Она уже давно играет в Бельгии, я давно за ней наблюдаю. Она 1991 года рождения, но когда я впервые принял участие в чемпионате Европы как тренер молодёжной сборной, а это было ещё в 2006 году — она уже неплохо играла за молодёжный состав Бельгии и чувствовала себя достаточно комфортно на площадке. В настоящий момент она выросла в добротного игрока и является, как я уже сказал, основной разыгрывающей сборной Бельгии.

### Статистика выступлений за сборную Бельгии (средний показатель)
| Сборная        | Сезон | Место            | Чемпионат | Чемпионат | Чемпионат | Чемпионат |
| Сборная        | Сезон | Место            | Игр       | Очк       | Подб      | Перед     |
| -------------- | ----- | ---------------- | --------- | --------- | --------- | --------- |
| ЧЕ (до 16 лет) | 2006  | 13               | 7         | 8,9       | 1,3       | 3,1       |
| ЧЕ (до 16 лет) | 2007  | 12               | 8         | 8,9       | 3,3*      | 3,6       |
| ЧЕ (до 18 лет) | 2008  | дивизион В       | 8         | 15,0      | 2,0       | 2,8       |
| ЧЕ (до 18 лет) | 2009  | 11               | 8         | 15,0*     | 3,3       | 2,5*      |
| ЧЕ (до 20 лет) | 2011  | дивизион В       | 8         | 14,0*     | 2,3       | 1,8       |
| ЧМ (до 21 лет) | 2007  | 5                | 8         | 3,8       | 0,9       | 0,9       |
| ЧЕ             | 2011  | Дивизион А       | 4         | 7,5       | 1,8       | 1,5       |
| ЧЕ             | 2013  | Квалификация «В» | 8         | 8,4       | 4,1       | 1,4       |
| ЧЕ             | 2015  | Квалификация «В» | 8         | 10,8      | 3,3       | 2,9       |

* — лучший показатель в команде

## Достижения
- Серебряный призёр чемпионата Швейцарии: 2009, 2010